# チョコボGP
『チョコボGP』（チョコボグランプリ、Chocobo GP）は、スクウェア・エニックスより2022年3月10日に発売されたNintendo Switch用ゲームソフト。

## 概要
ファイナルファンタジーシリーズ（以下、FFシリーズ）に登場するチョコボをはじめとするキャラクターによるレースゲーム。開発担当はアリカ。
チョコボシリーズの一作であり、チョコボシリーズのレースゲームとしては1999年にスクウェアから発売された『チョコボレーシング 〜幻界へのロード〜』（以下、『レーシング』）から23年振りの作品となる。
レース中に使用できる「アビリティ」や「魔石」といった基本システムを『レーシング』から引き継いでいるが、『レーシング』の直接の続編ではなく世界観や登場キャラクターの設定は本作独自のものとなっており、『レーシング』の「精神的続編」に位置付けられている。
通常版のほか、オンライン機能を含む一部の機能のみを遊ぶことのできる無料版「Lite版」が発売される。

## ゲームモード
本作には以下のゲームモードが搭載されている。

### 1 - 2人用モード
ストーリー
チョコボたちが冒険をするストーリーに沿ってレースを進めるモード。各レースのクリアや設定された条件の達成でキャラクターやマシン、コースが解放される。
シリーズレース
決められた4レースを単位とするシリーズを連続で走り、その総合順位を競うモード。総合3位以上に入るとトロフィーが獲得でき、新しいシリーズに挑戦できるようになる。おすそわけ機能により2人まで遊べる。
タイムアタック
選択したコースで3周するまでのタイムを計測するモード。オンラインにより、自身の記録をゴーストとしてアップロードしたり、他のプレイヤーの記録をゴーストとしてダウンロードして共に走ることができる。
カスタムレース
魔石の出現種類やCPUの強さなどを自由に設定して、選択したコースを走れるモード。おすそわけ機能により2人まで遊べる。

### 8人対戦用モード
チョコボGP
最大64人で遊ぶことができる、オンライン対戦のモード。参加者が最大8人ずつに分かれ、上位4人ずつが次の試合に進むトーナメント方式で優勝を目指す。エントリー64であっても準々決勝や決勝に進んだライバルとマッチングすることがある。レースの結果に応じてドライバーズポイントを獲得でき、レベルが上がるとギルやアイテムなどを獲得できる。専用のステッカーを貼ることで獲得できるドライバーズポイントが大幅に増加する。
マルチプレイ
オンラインで自由に参加できるオンラインマッチ、友達を招待して遊ぶフレンドマッチ、またはローカル通信のいずれかで対戦を行うモード。最大8人まで参加できる。

## レースシステム

### ブースト
レース中には特定の状況で、速度の上がる「ブースト状態」となる。
レースの開始時に特定のタイミングでアクセルボタンを押すことでスタートダッシュが発動してブースト状態になるほか、ドリフトを一定時間続ける、台からジャンプする際に特定のタイミングでジャンプを押すことで「エアトリック」を発動させることでもブースト状態となる。ドリフトを長く続けたりキー入力のタイミングをうまく合わせると、ブースト状態の効果時間は長くなる。後述のアビリティや魔石でもブースト状態になることがある。

### アビリティ
キャラクターそれぞれは、固有の「アビリティ」を持つ。アビリティの用途は他のプレイヤーへの攻撃、自分の移動補助、自分への攻撃の防御など、それぞれ異なる。
アビリティは、レース中に時間経過で溜まる左下の羽型のゲージが溜まり切ると使用可能になり、アビリティを使用するとゲージは空に戻る。
『レーシング』と異なり、アビリティを他のキャラクターが持っているアビリティに付け替えることはできない。

### 魔石
アビリティと同様に、攻撃・補助・防御を行うことができる消費アイテム。
ほとんどの魔石は、コース上の特定ポイントに並んだ「マジカルエッグ」に触れることで取得できる。魔石は画面左上の「魔石ストッカー」欄に蓄積され、一度に最大3個まで持つことができる。他のキャラクターに接近すると、そのキャラクターが持っている魔石を見ることができる。
マジカルエッグは金・銀・銅の各色に分かれており、色によって取得できる魔石の強さや数が異なる。銅は完全にランダムで魔石を入手し、銀は既に持っている魔石がある場合はその魔石を同じものを入手、金は同じ魔石を1度に2つ入手できる。
魔石は同じ種類のものを複数個入手することで合体してレベルアップし、効果が強力になる。
ファイア系統（ファイア・ファイラ・ファイガ）
炎の魔石。ファイアは発射後直線状に飛び、ファイラはひとつ前方にいるプレイヤーをホーミングし、ファイガは1位のプレイヤーの頭上から爆発する火球を落とす。当たったプレイヤーはファイアはスピン、ファイラはクラッシュ、ファイガは大クラッシュする。ファイガの場合は爆風に巻き込まれた自分や他キャラクターも大クラッシュする。
ブリザド系統（ブリザド・ブリザラ・ブリザガ）
氷の魔石。コースに沿って移動する氷柱を発射し、命中したキャラクターを凍結させる。ブリザドは1個、ブリザラは2個、ブリザガは3個の氷柱を発射し、レベルアップさせるほど凍結している時間は長くなる。
サンダー系統（サンダー・サンダラ・サンダガ）
雷の魔石。周囲のキャラクターを感電させる球体を発射する。サンダーは2人まで感電してスピンさせ、サンダラは3人まで感電してクラッシュさせ、サンダガは4人まで感電して大クラッシュさせる。自分にもあたるとクラッシュする。
ウォータ系統（ウォータ・ウォタラ・ウォタガ）
水の魔石。自分の後方に、地面から垂直に吹き出す水の障害物を設置する。ウォータは踏むとスピンする水溜まりを、ウォタラは当たるとクラッシュする水の柱を、ウォタガは当たると大クラッシュする動く大波を発生させる。
エアロ系統（エアロ・エアロラ・エアロガ）
風の魔石。コースに沿って蛇行する竜巻を発射する。パワーアップすると竜巻が大きくなり、当たるとエアロはスピン、エアロラはクラッシュ、エアロガは大クラッシュさせる。
クエイク系統（クエイク・クエイラ・クエイガ）
地の魔石。自分の周囲に衝撃波を発生させ、範囲内のキャラクターにダメージを与える。パワーアップすると衝撃波が広くなり、当たるとクエイクはスピン、クエイラはクラッシュ、クエイガは大クラッシュさせる。
ヘイスト系統（ヘイスト・ヘイスラ・ヘイスガ）
自分を一定時間スピードが上がるブースト状態にする。パワーアップすると効果時間が長くなる。
マバリア系統（マバリア・マバリラ・マバリガ）
他のキャラクターからの攻撃を1回だけ防ぐバリアを張る。バリアの継続時間は魔石のレベルで異なり、マバリガまで成長すると使用しなくても攻撃を防げるようになる。
死の宣告系統（Lv1・Lv2・Lv3）
順位が1つ前（自分が1位の場合は2位）のプレイヤー1人に対して、死神を取り付かせる。取り付かれたキャラクターはカウントダウンが始まり、カウントが0になるとクラッシュする。カウントの初期値は魔石のレベルで異なる。カウント終了までにボタンを連打することでクラッシュを回避できる。
チェンジ系統（Lv1・Lv2・Lv3）
2ヶ所のワープホールを生成する。生成したワープホールの片方に入ると、もう片方のワープホールに瞬時にワープする。パワーアップすると生成される2つのワープホール間の距離が長くなる。ワープすると一部の状態異常が解除される。
バハムート（Lv1・Lv2・Lv3）
自分の操作キャラクターに代わり、幻獣バハムートがコースを自動で走行する。バハムートは無敵で常にブースト状態であり、他のプレイヤーが触れるとLvによってスピン、クラッシュ、大クラッシュする。バハムートでの自動走行中はスティックで移動を調節できる。
アルテマ
魔石ストッカーが全て埋まった状態で魔石を取得し続けていると変化し、1レースで1度だけ使える特殊な魔石。魔石ストッカー3個分を占有する。使用すると自分以外の全プレイヤーの上空から光の矢が降り注ぎ、大クラッシュさせる。

## 登場キャラクター
登場キャラクターは、チョコボシリーズおよびFFシリーズの各作品から選出されている。
一部のキャラクターはチョコボGPモードで開催される、約2か月単位の「シーズン」での追加キャラクターとなっている。使用キャラクターとして解放するためにプライズパスが必要なキャラクターと、GPモード内で入手できる通貨・ギルだけで解放可能なキャラクターが用意されている。

### チョコボシリーズ
チョコボ
チョコボシリーズの主人公。アトラと旅をしている。性能はバランス重視の中級者向け。
アビリティは「チョコダッシュ」。ブースト状態で一定時間走行できるが、チョコボから発生したリングを通過すると他のキャラクターもブースト状態になる。
アトラ
声 - 杉本ゆう
『チョコボの不思議なダンジョン』（以下、『不思議なダンジョン』）初出の、チョコボと旅をするトレジャーハンターのモーグリ。天の邪鬼な性格で、チョコボの兄貴分を自称している。性能はスピードは速いがそれ以外は低めの上級者向け。
アビリティは「ポンポンクリスタル」。自分より前を走るキャラクターからクリスタルを奪い、奪った量に応じた時間のブースト状態となる。また、爆発する偽物のクリスタルを自分の後方に設置する。クリスタルを奪われたり、偽クリスタルの爆発に巻き込まれた相手はスピンさせられる。
クレール
声 - 内田雄馬
『不思議なダンジョン』に登場したキャラクター。フードを被ったデブチョコボ。何か重大な使命があるらしい。
アビリティは「インビジフード」。他のキャラクターから視認できなくなり、他のキャラクターからの攻撃対象となることも防ぐ。
カミラ
声 - Lynn
『不思議なダンジョン』に登場したキャラクター。赤毛のチョコボで、植物を育てるのが好きな優しい女の子。
アビリティは「チョコンビネーション」。花のリングを5つ出現させ、通過するとブースト状態、無敵状態になる。他のキャラクターが通過してもブースト状態になる。
カミラパパ
声 - 山本格
『不思議なダンジョン』に登場したキャラクター。農家を営むチョコボで、カミラの父親。真面目だが空回り気味。
アビリティは「プラウアタック」。自身のマシンがプラウとなって左右に伸び、ブースト状態、無敵状態で自動走行する。プラウに触れたキャラクターは大クラッシュ、後方に発生させる水たまりに触れたキャラクターはスピンする。
シロマ
声 - 千本木彩花
『不思議なダンジョン2』が初出で、チョコボシリーズに度々登場する白魔道士の少女。シドのテストコースで助手を務める。優しくて真面目な性格で、正義感が強い一方、理屈っぽい一面もある。
アビリティは「クルクルカウンター」。自身の周囲をバリアで包み、攻撃から守る。この間に魔石攻撃を受けると、その魔石を使ったキャラクターに対してカウンター攻撃を行う。
シド
声 - 北沢力
『不思議なダンジョン2』に登場した兵器「シドタンク」に搭乗する、自称「天才科学者」のメカニック。シリーズ後期の若者姿ではなく、『不思議なダンジョン2』に準じた壮年の姿で登場。
アビリティは「主砲三連射」。シドタンクの主砲で他キャラクターを攻撃する。同時に入力するキーによって、攻撃する対象が変化する。シド自身も含め、爆風に巻き込まれたキャラクターはクラッシュする。
ベンさん
声 - 松岡禎丞
『不思議なダンジョン2』に登場したベヒーモス。これといった目標を見つけられず、半ば自暴自棄になって砂浜を爆走する日々を送る。
アビリティは「突進」。巨大化して、自身のマシンを持ち上げながら一定時間ブースト状態で自動走行する。接触したキャラクターは大クラッシュする。
イルマ
声 - 中原麻衣
『魔法の絵本』他に登場するトレジャーハンターの女性。シドのテストコースの常連で、悩みがあるらしい。
アビリティは「連続ブースト」。ボタンを押す度に一定時間ブースト状態となる。ボタンを押してブースト状態となるか、時間経過で減るゲージがなくなると終了する。
レーシングヒーローＸ
声 - 長縄まりあ
『魔法の絵本』他に登場する「ヒーロー」を自称する説明役のモーグリ。レースに出るチョコボたちの世話を焼いてくる。
アビリティは「モグビームX」。前方に向かって、コースに沿って直進するビームを発射する。または、後方に魔石攻撃を防ぐシールドを展開する。ビームやシールドに触れたキャラクターは大クラッシュする。
ドル君
『不思議のダンジョン』などに登場したハムスター。性能はチョコボと同じ。
アビリティの「ファイアサンフラワー」は使う毎に効果が変わる。
チョッカーズ
『魔法の絵本』などに登場した、覆面を被った灰色のチョコボたち。イルマの手下。2羽が1台のトロッコに乗り込んでいる。
アビリティは「リモコンばくだん」。足元に爆弾をセットし、任意のタイミングで起爆させることが可能。巻き込まれた相手は大クラッシュする。
トレジャーハンター・シド
声 - 中村悠一
シーズン4で追加。『時忘れの迷宮』に登場した若い青年。
アビリティは「A.R.T.」。愛銃「G.E.A.R.」による加速や銃撃を行う。発動時にLスティックを入力した方向に応じて効果が変わる。
ラファエロ
声 - 三瓶由布子
シーズン4で追加。『時忘れの迷宮』本編後の青年の姿。
アビリティは「サーフ＆トリック」。前方へアームを射出し、それに引っ張られる形でブースト走行を行う。最大3回まで連続使用でき、アームやトリック中の自機に触れた相手を大クラッシュさせる。
クロマ（クロマ・マグノーリエ）
声 - Lynn
シーズン5で追加。『時忘れの迷宮』に登場した黒魔道士の女性。
ヴォルグ
声 - 大塚明夫
シーズン5で追加。『魔法の絵本』などに登場した黒いチョコボ。
アビリティは「チョコボキック極」。ブースト走行しながらのキックで相手を大クラッシュさせるだけでなく、近くに居る相手を風圧で吹き飛ばす。

### ファイナルファンタジーシリーズの召喚獣
イフリート
声 - 内田雄馬
炎を司る召喚獣。角と燃える髪を持つ獣人の少年のような姿をしており、普段はシドのテストコースで消防士のバイトをしている。
アビリティは「地獄の火炎」。横一線に広がる炎の壁を生成する。炎の壁はコースに沿って進んでいき、キャラクターが触れると大クラッシュする。
シヴァ
声 - 新井里美
氷を司る召喚獣。『不思議なダンジョン』のデザインをベースに、ライダースーツ風の服やゴーグルを装着している。ラムウの孫娘で、いつも気だるげ。自撮りをアップロードするのが好き。
アビリティは「ダイヤモンドダスト」。他のキャラクターを一定時間凍り付かせ、魔石やアビリティの使用、およびドリフトを封じる。
ラムウ
声 - 大塚芳忠
雷を司る召喚獣で、老爺の姿をしている。マディンの親戚で、シヴァの祖父。ゾゾの街に住む。お喋り好きでやんちゃ。
アビリティは「裁きの雷」。雷雲を前方に発射、またはその場に設置する。雷雲は近くのキャラクターをホーミングして雷を落とし、大クラッシュさせる。
タイタン
声 - 中島卓也
大地を司る召喚獣で、岩石の体を持つ魔人の姿をしている。ベンさんの親友であり、彼の自暴自棄な生き方を心配している。厳つい見かけによらず、人と話すのが好き。
アビリティは「大地の怒り」。自分の周囲に衝撃波を発生させ、命中したキャラクターをクラッシュさせる。また、自分より前を走るキャラクターの目前に岩の柱を出現させ、柱に衝突すると大クラッシュする。
シルフ
声 - 新井里美
風を司る召喚獣で、モンスター村の近くに住む。妖精のような姿をした少女だが、見かけに反して毒舌。
アビリティは「風のささやき」。他のキャラクターをつむじ風に包み、一定時間操作を妨害する。また、自分より前のキャラクターをスピードダウン、自分より後方のキャラクターをスピードアップさせる。
アスラ
声 - 新井里美
3つの顔を持つ召喚獣で、感情に合わせて顔が切り替わる。リヴァイアサンの妻であり、セレブな雰囲気をまとっている。
アビリティは「大海嘯」。津波に乗って自動的にブースト状態で蛇行走行する。津波に触れたキャラクターは大クラッシュする。
マディン
声 - 北沢力
『ファイナルファンタジーVI』に登場したティナの父親。心配性だが優しい。
アビリティは「ケイオスウェイブ」。一定時間ブースト状態で真っ直ぐに進む。壁や障害物にぶつかると方向転換できる。
オーディン
声 - 若本規夫
騎士の姿をした召喚獣。
アビリティは「斬鉄剣」。一瞬にして加速しながら斬鉄剣を振り、切りつけられたキャラクターには斬鉄剣の文字が表示された後に大クラッシュする。

### ファイナルファンタジーシリーズのキャラクター
ギルガメッシュ
声 - 北沢力
『FFV』が初出となる隈取の剣士。チョコボたちに何度もレース勝負を挑んでくる。相手に突然強く出られると怯んでしまう。
アビリティは「最強の剣」。前方または後方に剣を複数投げる。投げた剣は地面に刺さり、キャラクターが刺さった剣に触れると、「エクスカリバー」なら大クラッシュ、「エクスカリパー」ならスピン、「斬鉄剣」「正宗」「ラグナロク」「セイブザクイーン」ならクラッシュさせられる。
ティナ（ティナ・ブランフォード）
声 - 福井裕佳梨
『FFVI』の主人公。本作では原作のトランス状態の姿で登場する。
アビリティは「魔導ミサイル」。前方または後方に5つのミサイルを発射する。ミサイル本体、または爆発の爆風に触れたキャラクターは大クラッシュする。
オルトロス
声 - 小野坂昌也
『FFVI』に登場したモンスター。
アビリティは「予定より重い!」。他のキャラクターに重りを投げつけ、スピードと落下速度を大幅に低下させる。重りはジャンプを数回することによって解除でき、ウエイトに応じて解除できる回数が変わる。
サボテンダー
『FFVI』が初出となるモンスター。
アビリティは「ジャボセンボン」。ブースト状態で針千本を放つ。当たったキャラクターはスピンする。
クラウド（クラウド・ストライフ）
声 - 櫻井孝宏
『FFVII』の主人公。
スコール（スコール・レオンハート）
声 - 石川英郎
『FFVIII』の主人公。
ビビ（ビビ・オルニティア）
声 - 大谷育江
『FFIX』に登場した黒魔道士の少年。ビビりで、高い所が苦手。
アビリティは「Ｗ黒魔法」。最上級（3段階目）の魔石と同じ効果を持つ魔法を2つ発動する。発動される魔法の組み合わせはキー入力で3種類に分岐する。
スタイナー（アデルバート・スタイナー）
声 - 広田みのる
『FFIX』に登場した騎士団長。堅苦しく融通がきかない。涙もろい一面もある。
アビリティは「月光斬り」。自分の前方を走るキャラクターに斬り付けて大クラッシュさせる。斬り付けた後に前方にキャラクターが存在すれば、さらにそのキャラクターを斬り付けられる。
メカチョコボ
『ワールド オブ ファイナルファンタジー』に登場した、チョコボ型ロボット。
アビリティは「バーサクモード」。自分の前方または後方に、自身に搭載した武器で砲撃を行う。

## コース
キャラクターと同様、チョコボシリーズおよびFFシリーズ各作品から選出されている。
本作では、各コースに「ショート」「ロング」「ハイスピード」「テクニカル」といった異なる形態が存在する。

### チョコボシリーズ
チョコボ農場
『不思議なダンジョン』でダンジョン探索の拠点となっていた、チョコボたちが住む村。
シドのテストコース
『レーシング』でストーリーモードの最初に挑戦することになるコース。
モンスターの村
『不思議なダンジョン2』でダンジョン探索の拠点となっていた、モンスターたちが住む村。

### ファイナルファンタジーシリーズ
ビッグブリッジ
『FFV』に登場した、敵城エクスデス城のもとに掛けられた橋。
次元の狭間-アルファ-
『FFV』に登場した、クリスタルで覆われた異次元空間。
ゾゾの街
『FFVI』に登場した、雨が降り続き嘘つきばかりが住まう街。
ゴールドソーサー
『FFVII』に登場した、作中最大の娯楽施設。
ミッドガル
『FFVII』に登場したコース。
バラムガーデン
『FFVIII』に登場したコース。
アレクサンドリア
『FFIX』に登場した、ブラネ女王が収めるアレクサンドリア国の中心となる城。